# Hydraulkoppling
En hydraulkoppling, vätskekoppling eller momentomvandlare är en hydrodynamisk anordning som används för att överföra mekanisk kraft från till exempel en motor till en växellåda. Den används i bilar som ett alternativ till mekanisk koppling, speciellt då bilen är utrustad med automatväxellåda. Den används också i industriella applikationer, där en mjuk start och variabelt varvtal behövs.